# Atimura proxima
Atimura proxima är en skalbaggsart som beskrevs av Stefan von Breuning 1939. Atimura proxima ingår i släktet Atimura och familjen långhorningar.
Artens utbredningsområde är:
- Burma.
- Sri Lanka.

Inga underarter finns listade.